# Tricypha rosenbergi
Tricypha rosenbergi är en fjärilsart som beskrevs av Rothschild 1910. Tricypha rosenbergi ingår i släktet Tricypha och familjen björnspinnare. Inga underarter finns listade i Catalogue of Life.